# Touchstone Crag
Touchstone Crag är en kulle i Antarktis. Den ligger i Östantarktis. Nya Zeeland gör anspråk på området. Toppen på Touchstone Crag är 1 285 meter över havet.
Terrängen runt Touchstone Crag är lite bergig, och sluttar österut. Trakten är obefolkad. Det finns inga samhällen i närheten. 